# Layalits
Layalits est une chaîne de distribution marocaine, filiale de Palmeraie Holding, spécialisée dans la literie, le salon et le linge de maison. Créée en 2005, l'entreprise compte aujourd'hui plus de 27 couvrant les grandes villes du Maroc.

## Liste des hypermarchés
- Hyper Casablanca - 1
- Hyper Casablanca - 2
- Hyper Casablanca-3
- Hyper Marrakech
- Hyper Méknes
- Hyper Fès
- Hyper Agadir
- Hyper Tanger
- Hyper Tétouan
- Hyper El Jadida
- Hyper Oujda
- Hyper Rabat

## Liste des hypermarchés en projet
- Hyper kénitra